# Deshamanya
Le Sri Lankabhimanya (en singhalais : දේශමාන්‍ය; translitéré Dēshamāṉya, en tamoul : தேசமான்ய; translitéré Tēcamāṉya) est la deuxième plus haute distinction civile du Sri Lanka décernée par le gouvernement du Sri Lanka. 

## Liste des récipiendaires
1986
- P. R. Anthonis – chirurgien et académicien[1]
- Gamani Corea - économiste, et diplomate[1]
- M. C. M. Kaleel[1]
- Malage George Victor Perera Wijewickrama Samarasinghe[1]
- Miliani Sansoni - juge[1]
- Victor Tennekoon - juge[1]

1987
- Edwin Felix Dias Abeysinghe[1]
- Neville Kanakeratne – diplomate[1]
- V. Manicavasagar – juge de la cour suprême, chancelier de l'Université de Jaffna[1]
- Wijetunga Mudiyansela Tillekeratne[1]

1988
- Hector Wilfred Jayewardene - avocat, membre de la Commission des droits de l'homme des Nations unies[1]
- Tampiah Sivagnanam[1]

1989
- Shiva Pasupati - Procureur général du Sri Lanka[1]

1990
- Sepala Attygalle – Commandant de l'armée sri lankaise[1]
- Nandadeva Wijesekera[1]
- Badi-ud-din Mahmud - ministre de l'éducation[1]
- Baku Mahadeva[1]
- Nanayakkara Wasam James Mudalige[1]

1991
- E. L. Senanayake - Président du Parlement du Sri Lanka[1]
- Montague Jayawickrama[1]
- K. W. Devanayagam[1]
- Nissanka Wijeyeratne – politicien[1]
- Sivagamie Verina Obeyasekera[1]
- Christopher Weeramantry[1]
- Neville Ubesinghe Jayawardena[1]
- Ivan Samarawickrema[1]
- Chandrapal Chanmugam[1]
- Abdul Caffoor Mohamad Ameer[1]

1992
- Abdul Bakeer Markar – politicien[1]
- Hewa Komanage Dharmadasa[1]
- Ananda Weihena Palliya Guruge[1]
- E. L. B. Hurulle[1]
- Abdul Majeed Mohamed Sahabdeen[1]
- Suppiah Sharvananda[1]
- Linus Silva[1]
- Nissanka Wijewardena[1]

1993
- Geoffrey Bawa – architecte[1]
- C. A. Coorey[1]
- Felix Stanley Christopher Perera Kalpage[1]
- H. W. Thambiah[1]
- Richard Udugama – Major General[1]
- Ponna Wignaraja[1]
- Noel Wimalasena[1]

1994
- Jayantha Kelegama[1]
- Lalith Kotelawala – Entrepreneur[1]
- Nandadasa Kodagoda – Académicien[1]
- Godfrey Gunatilleke[1]
- Arulanandam Yesuadiam Samuel Gnanam[1]
- Nugegoda Gabadage Pablis Panditharatna[1]
- Surendra Ramachandran[1]
- Deraniyagalage Basil Ivor Pieris Samaranayake Siriwardhana[1]

1996
- Duleep Mendis - capitaine de l'Équipe du Sri Lanka de cricket[1]
- Arjuna Ranatunga - capitaine de l'Équipe du Sri Lanka de cricket[1]

1998
- Charitha Prasanna de Silva[1]
- Ken Balendra – Businessman[1]
- Doreen Winifred Wickramasinghe[1]
- Thamara Kumari Illangaratne[1]
- Elanga Devapriya Wickremanayake[1]
- R. K. W. Goonesekera – académicien, avocat[1]
- Vernon Mendis – Diplomate[1]
- H. L. de Silva – Diplomate[1]
- A. T. Kovoor - académicien[1]
- Ranjit Abeysuriya - avocat[1]
- Duncan White - Médaillé olympique[1]
- Christopher Rajindra Panabokke[1]
- W. D. Amaradeva[1]
- Chitrasena - Danseur[1]

2005
- Kamalika Priyaderi Abeyaratne[1]
- William Alwis[1]
- Mahesh Amalean - Ingénieur[1]
- Sohli E. Captain[1]
- Radhika Coomaraswamy – académicien, activiste des droits de l'homme, Cabinet du secrétaire général des Nations unies[1]
- Lalith de Mel[1]
- Rohan de Saram[1]
- Chandrananda de Silva[1]
- Ashley de Vos – Architecte[1]
- Jayaratne Banda Dissanayake[1]
- M. T. A. Furkhan[1]
- D. Basil Goonesekera[1]
- Cyril Herath – Inspecteur Général de Police[1]
- Asoka Kanthilal Jayawardhana[1]
- A. S. Jayawarden - économiste[1]
- Harry Jayawardena – entrepreneur[1]
- Nihal Jinasena - industriel[1]
- Premasiri Khemadasa - Compositeur[1]
- W. D. Lakshman[1]
- Paddy Mendis – général de l'armée de l'air[1]
- Sunil Mendis - ancien gouverneur de la banque du Sri Lanka[1]
- J. B. Peiris - Chercheur en neurologie[1]
- M. D. D. Peiris[1]
- Denis Perera – Lieutenant General[1]
- P. Ramanathan - Juge de la cour suprême[1]
- P. Deva Rodrigo[1]
- Mano Selvanathan[1]
- A. H. Sheriffdeen – chirurgien, académicien [1]
- Roland Silva[1]
- Bradman Weerakoon [1]
- Kandekumara Hapudoragamage Jothiyarathna Wijayadasa[1]
- Ray Wijewardene - académicien , ingénieur[1]

2007
- James Peter Obeyesekere III - Politicien[1]

2017
- Abbasally Akbar [2]
- K. M. de Silva - historien [2]
- Tissa Devendra [2]
- Colvin Goonaratna [2]
- Amaradasa Gunawardana [2]
- Devanesan Nesiah [2]
- Nandadasa Rajapaksha [2]
- Priyani Soysa [2]
- Latha Walpola [2]
- Mineka Presantha Wickramasingha [2]
- Bhanuka Wimalasooriya [2]